# Autonomia Integral
Autonomia Integral (AI) fou un partit polític italià amb base a la província de Trento, d'inspiració centrista, dirigit per Enrico Pruner. Va sorgir el 1982 com a escissió centrista del Partit Popular Trentino Tirolès (PPTT), mentre que la resta del partit s'integrà a la Unió Autonomista Trentino Tirolesa (UATT).
A les eleccions regionals de Trentino-Tirol del Sud de 1983 va treure el 3,1% i dos consellers. Després del Congrés del 29 de maig de 1987 va decidir unificar-se amb la Unió Autonomista Trentino Tirolesa (UATT) i altres grups nacionalistes menors, fundant el 17 de gener de 1988 el Partit Autonomista Trentino Tirolès.